# 余廷燦
余廷燦（1729年—1798年），字卿雯，號存吾，湖南省長沙府長沙縣（今長沙市）人。清朝翰林、作家、數學家。
乾隆二十六年（1761年）辛巳恩科第三甲第三十七名同進士出身。改翰林院庶吉士。散館，授翰林院檢討，充三禮館纂修官。
以母親年紀八十，乞求解職返鄉供養；母歿，居喪只喝粥、睡草蓆，遇到暴雨，雨水打入守喪草房，地泥濘，家人送去木板也不接受。嘉慶三年（1798年）卒，年七十。
余廷燦學問通經史、諸子百家、天象經緯、幾何勾股、律呂音韻，都能探取精義，曾與休寧戴震、河間紀昀互相切磋。晚年主掌溓溪、石鼓、騄江、城南書院，教育以兼通漢、宋為宗旨。著有《存吾文集》四卷、《貽谷草堂詩集》一卷。